# Aoste
Este artículo es sobre la ciudad francesa. Para la ciudad italiana, véase Aosta.
 Aoste  es una población y comuna francesa, en la región de Ródano-Alpes, departamento de Isère, en el distrito de La Tour-du-Pin y cantón de Le Pont-de-Beauvoissin.

## Demografía
| 1182 | 1248 | 1328 | 1537 | 1548 | 1715 |
| Para los censos de 1962 a 1999 la población legal corresponde a la población sin duplicidades (Fuente: INSEE [Consultar]) |      |      |      |      |      |